# Wenche Klouman
Wenche Klouman (11 de mayo de 1918-8 de febrero de 2009) fue una actriz teatral y cinematográfica de nacionalidad noruega.

## Biografía
Nacida en Oslo, Noruega, debutó como actriz teatral trabajando para el Oslo Nye Teater en 1937, actuando posteriormente en el Teatro Den Nationale Scene y en el Centralteatret. Entre las obras teatrales interpretadas por Klouman figuran comedias como Kjære Ruth, Tre må man være y Det kunne vært deg, además de operetas como Min søster og jeg y La princesa gitana. Destacó su personaje de Eliza Doolittle en Pigmalión, así como su actuación en Mona Lisa-smilet, obra de Aldous Huxley. Klouman se retiró de la escena en los años 1950, aunque posteriormente participó en un par de filmes del género Husmorfilm (películas de ama de casa).
Klouman era hija del actor e ilustrador Thoralf Klouman y su esposa, la actora Borghild Johannessen. Era la hermana del pianista y compositor Carsten Klouman. Su abuelo era Bernt Johannessen, un gran actor del Teatro Den Nationale Scene en el siglo XIX. El gran actor noruega Per Aabel era su primo. 
Wenche Klouman falleció en el año 2009 en Bærum, Noruega.

## Filmografía
- 1939 : Familien på Borgan
- 1941 : Den forsvundne pølsemaker
- 1946 : To liv
- 1948 : Trollfossen
- 1949 : Det gjelder oss alle
- 1949 : Leijlighed til leje (pelicula danesa)
- 1954 : Slik kan det gjøres
- 1957 : Hjemme hos oss